# Марија Бургић-Радмановић
Марија Бургић-Радмановић (Бања Лука, 3. мај 1956) српски је неуропсихијатар и редовни професор на универзитету.

## Биографија
Основну школу и гимназију завршила је у родном граду, Медицински факултет 1980. у Сарајеву, а постдипломске студије из дјечје и адолесцентне психијатрије и специјализацију из неуропсихијатрије у Загребу, гдје је 1988. одбранила магистарски рад Утицај породичне психодинамике на неуспјех у школи у адолесцената.
Докторску дисертацију Депресивност и психосоцијални стресори у адолесцената одбранила је 1998. на Медицинском факултету у Бањој Луци, гдје је 2000. изабрана у звање доцента, 2005. у ванредног, а 22. децембра 2011. у редовног професора. Од 2004. шеф је Катедре за психијатрију. Од 1981. запослена је на Клиници за психијатрију Универзитетско клиничком центру Републике Српске, гдје је 2002. основала Одјељење за дјечју и адолесцентну психијатрију, а 2006-2010. била је начелница ове установе. Члан је Одбора за кардиоваскуларну патологију Одјељења медицинских наука АНУРС-а. Чланица је предсједништва Удружење психијатара у Босни и Херцеговини.